# 通用土壤流失公式
通用土壤流失公式（英語：Universal Soil Loss Equation，USLE）為廣泛用來描述土壤沖蝕過程之数学模型。
土壤沖蝕模型在土壤與水資源保育以及非點源污染評估方面皆起到關鍵作用，包含輸砂量評估、泥砂控制之保育規劃與設計，以及促進科學理解。通用土壤流失公式及其相關公式為美國政府機關用來衡量水沖蝕之主要模型。
通用土壤流失公式為美國農業部土壤保持局（今自然資源保育局）以自1930年代開始蒐集之土壤沖蝕數據為基礎而發展:12，該模型在近幾十年以來已廣泛在世界各地之保育計畫中使用，而作為發展國之美國亦也採用該模型有助執行數十億美元之保育計畫。修正版通用土壤流失公式（Revised Universal Soil Loss Equation，RUSLE；或Modified Universal Soil Loss Equation，MUSLE）皆承襲USLE之基礎理論修正而成，並以相似目的持續使用。

## 沖蝕模型概述
土壤沖蝕模型主要分為過程模型與經驗模型等兩種。其中過程模型（或稱物理模型）係以數學描述分散、運移、沉積等沖蝕過程，並且透過方程求解估計某特定地表在沖蝕過程中產生之土壤流失與泥砂生產量，然而沖蝕模型當前仍未發展完全，因此不含經驗實證方面之純過程模型尚無存在。經驗模型係透過統計關係將管理及環境因子與土壤流失及（或）泥砂生產量之間結合。Lane等人詳述過程模型與經驗模型之性質，提出介於兩者之間之概念模型。當前對於沖蝕模型之研究主要著重在過程模型之研發。另外大多數針對沖蝕評估與保育規劃之標準模型皆採用USLE之經驗模型，並且持續研發以USLE為基礎之沖蝕推估技術。:32

## 定義
通用土壤流失公式係依據沖蝕圖以及降雨模擬試驗所發展，並且由降雨沖蝕指數（{\displaystyle R}）、土壤沖蝕指數（{\displaystyle K}）、地形因子（包含坡長因子{\displaystyle L}與坡度因子{\displaystyle S}）、覆蓋與管理因子（{\displaystyle C}）以及處理因子（{\displaystyle P}）等六種因子所組成，以估計年平均土壤流失量（{\displaystyle A}），可表為：
{\displaystyle A=RKLSCP.}
在通用土壤流失公式中有項重要概念，即標準試區（unit plot）概念，係根據標準試區之條件來決定土壤可蝕性。標準試區之條件為坡度9%、坡長22.13公尺（72.6英尺）之均勻坡面，在此條件下其地形因子為1，倘若屬休耕地且無任何的處理措施時，則覆蓋與管理因子以及處理因子皆為1，因此土壤沖蝕指數可改寫為：
{\displaystyle K=A/R.}
推估土壤沖蝕指數之公式係由瓦爾特·亨利·維施邁爾（Walter Henry Wischmeier）等人所提出，影響該指數的土壤特性包含有機質含量（{\displaystyle a}）、土壤結構（{\displaystyle b}）、土壤滲透性（{\displaystyle c}），以及土壤質地（{\displaystyle M}）等，倘若前述參數皆已知，則可透過列線圖推估近似值，抑或透過下式推估，惟該公式僅能適用在土壤坋粒及極細砂含量低於70%之條件:10：
{\displaystyle K={\frac {(2.1M^{1.4})(10^{-4})(12-a)+3.25(b-2)+2.5(c-3)}{100}}.}
地形因子除可利用列線圖依據現地之坡長（{\displaystyle \lambda }）與坡度（{\displaystyle \theta }）獲取外，亦可透過下式推估，其中{\displaystyle m}為指數，並隨坡面之坡度而改變:12：
{\displaystyle LS=\left({\frac {\lambda }{72.6}}\right)^{m}(65.41\sin ^{2}\theta +4.56\sin \theta +0.065).}
覆蓋與管理因子以及處理因子通常難以取得，需透過樣區試驗、現地狀況或是依靠經驗來決定其值:40。

## 外部連結
- "About the Universal Soil Loss Equation" （页面存档备份，存于） - USDA
- RUSLE2 - Official site （页面存档备份，存于） - USDA

## 延伸閱讀
- 吳嘉俊、盧光輝、林俐玲. . 屏東: 國立屏東技術學院. 1996. ISBN 9570082429 （中文（臺灣））.